# 石板坡長江大橋復線橋
重慶石板坡長江大橋復線橋北端位於重慶市渝中區，南端位於南岸區。新橋與舊橋平行，相隔25米。新橋為7跨箱梁橋，全長1103.5米，主跨330米，寬19米。

## 技术参数
石板坡長江大橋作為重慶主城區城市幹道組成部分，交通流量非常大，截止2008年，已經通過汽車超過30億輛次，是中國車流量最大的大型跨江橋梁。該橋原有設計日交通流量為2萬輛，但實際日交通流量已達8萬輛，必須擴大通行能力。拓寬方案最終確定在原橋上遊方向新建一座連續剛構橋，即石板坡長江大橋複線橋，設計日通行能力8萬輛，於2003年12月正式動工，2006年8月28日竣工通車。該橋主跨達到330米，成為當時世界第一跨徑梁橋。